# Eagle Dynamics
Eagle Dynamics es una compañía creadora de videojuegos y software rusa fundada por Igor Tishin en 1991, con base en Moscú. Es líder en el desarrollo de simuladores de vuelo de combate. También es desarrolladora de productos basados en Oracle.

## Simuladores de vuelo de combate
La compañía ha desarrollado Su-27 Flanker (1995), Lock On: Modern Air Combat (2003) y Digital Combat Simulator.